# شرتستون (بيدفوردشير)
شرتستون (بالإنجليزية: Shortstown)‏ هي قرية تقع في إنجلترا في شرق انجلترا.